# 13917 Корреджія
13917 Корреджія (13917 Correggia) — астероїд головного поясу, відкритий 6 березня 1984 року.
Тіссеранів параметр щодо Юпітера — 3,161.